# Zöld koboldmoha
A zöld koboldmoha (Buxbaumia viridis) az északi félteke párás levegőjű, hűvös erdeiben elterjedt, korhadó fákon élő mohafaj.

## Megjelenése
A zöld koboldmoha eltér a mohafajok többségétől, ugyanis nincsenek szabad szemmel jól látható zöld levélkéi (amelyek a haploid gametofiton fázist képviselik), csak a spóratokjai alapján található meg. Elsősorban erősen korhadt fák nedves anyagán található meg, ritkábban a talajon is. Az idő nagy részében csak előtelep (protonéma) formában létezik, amelyen az ivarszervek és az őket takaró apró levelek alkotják a haploid gametofitont. A különböző nemű ivarszervek külön előtelepen nőnek, vagyis ezeknek kellő közelségben kell lenniük és folyamatos vízrétegnek kell lennie közöttük ahhoz, hogy a megtermékenyülés végbemenjen és kifejlődhessen a diploid sporofiton. A sporofitonok kb. 1 cm-es bunkós aljú nyélből és a rajta kissé aszimmetrikusan elhelyezkedő, 7–25 mm hosszú, kihegyesedő végű spóratokból állnak. A spóratok kezdetben (ősszel és télen) élénkzöld, ami tavaszra sárgásbarnává válik; benne apró, 20 μm-nél kisebb spórák tömege (kb. 6 millió tokonként) érik. Érett állapotban megfigyelhető rajta a szakadozott fátyol (indusium), az epidermisz külső rétegének maradványa.
Hasonló faj Magyarországon a nála gyakoribb Levéltelen koboldmoha, annak spóratokja azonban felső oldalán kiszélesedő és lapos, tányérszerű és inkább humuszban gazdag talajokon él.

## Elterjedése
Széles elterjedésű, de ritka faj, megtalálható Észak-Amerika nyugati részén, Kínában, Délnyugat-Ázsiában, valamint szórványosan egész Európában. Európában szinte minden országban védett, szerepel az EU élőhelyvédelmi irányelv II. mellékletében, a Berni Egyezmény I. függelékében és az Európai mohák Vörös könyvében. Fennmaradását főleg az intenzív erdőgazdálkodás és az azzal járó mikroklíma-változás veszélyezteti.
Magyarországon korábban hét helyről volt ismert, de csak a Bükkben, a Leány-völgyben sikerült előfordulását megerősíteni, a többi élőhelyén (Zemplén, Mátra, Börzsöny, Budai-hegység, Tapolca, Mecsek) nem találták meg. Egyetlen előfordulási helyén is csak néhány példányt sikerült megtalálni és azokat sem minden évben.
Magyarországon védett, természetvédelmi értéke 5000 Ft. A magyarországi moha vörös listán veszélyeztetett (EN) besorolást kapott.

## Termőhelye
A zöld koboldmoha sűrű, egész évben párás levegőjű és nedves talajú, hűvös (hegyvidéki vagy északi) erdőkben él, ahol kidőlt, erősen elkorhadt fatörzseket vagy tuskókat kolonizál. Néha humuszban gazdag, savanyú talajon is kinő. Közép-Európában főleg északi fekvésű szurdokokban, patakvölgyekben jellemző. A korhadó fák felületének folyamatos lepusztulása miatt folyamatosan újra kell kolonizálnia a felszínt. Kolonizációs képessége kedvező körülmények esetén sem túl jó, egy svédországi megfigyelés során a megfelelő aljazatoknak csak 16%-án nőtt ki. Érzékeny a kiszáradásra, egy nyári szárazság 73%-kal csökkentette példányszámát.

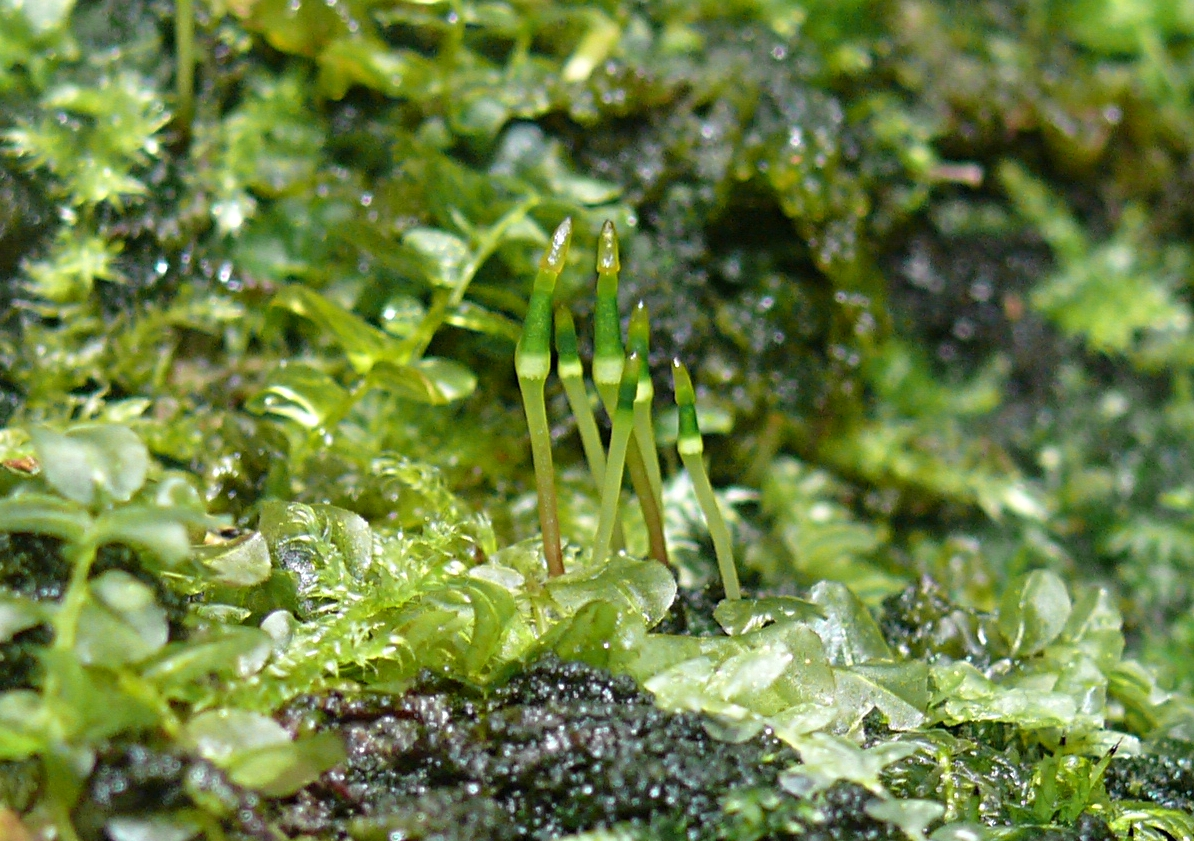
Fiatal spóratokok
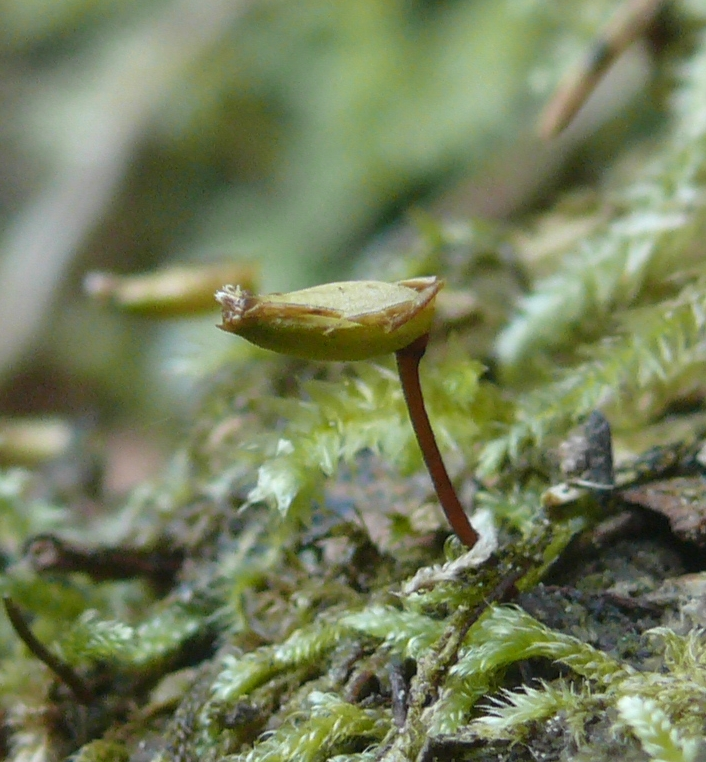
Érett spóratok a fátyollal
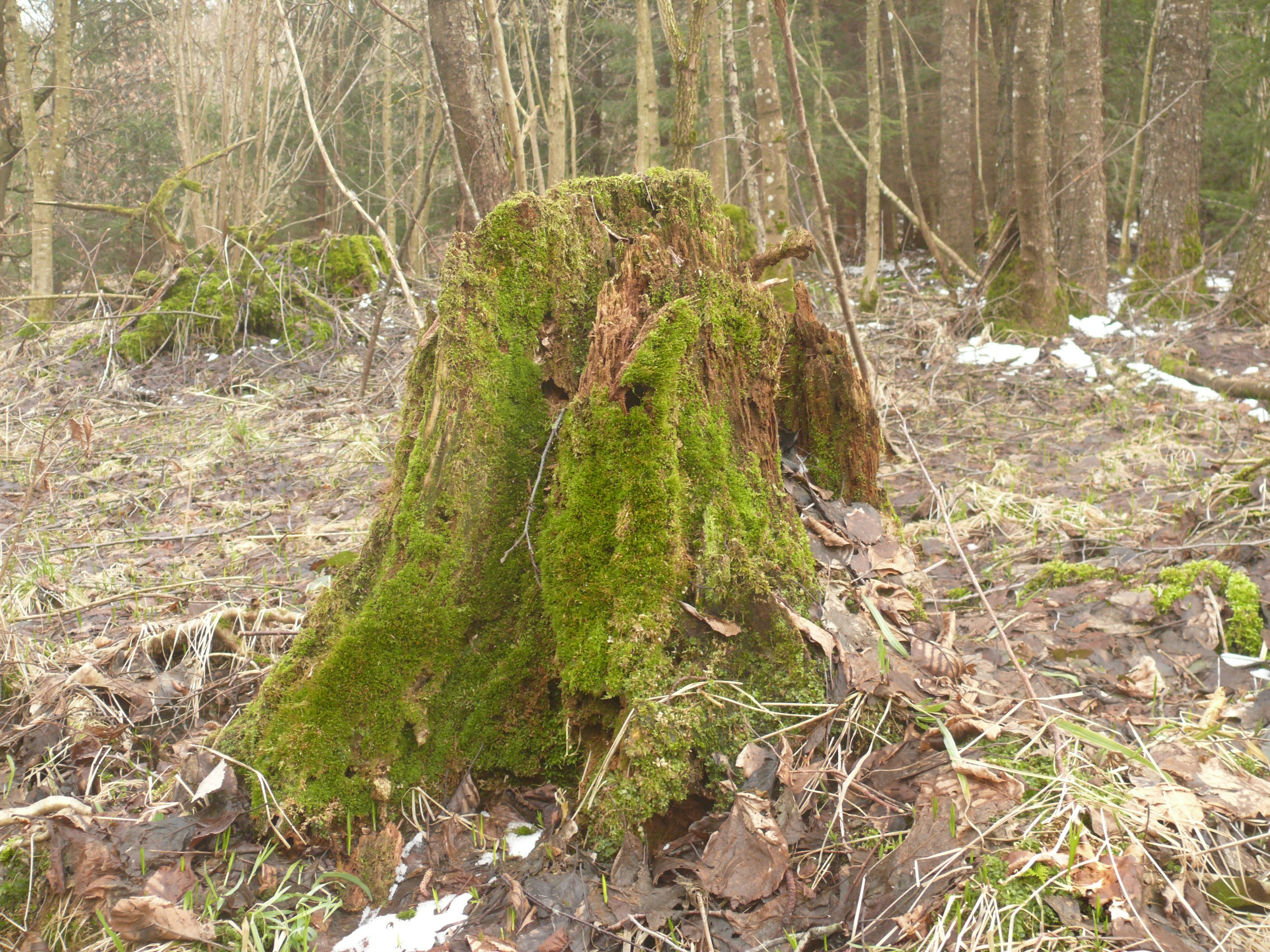
A moha jellegzetes élőhelye